# Сімпсони (сезон 10)
Десятий сезон мультсеріалу «Сімпсони» розпочався на каналі «Fox» 23 серпня 1998 і закінчився 16 травня 1999 року.

## Список серій
| № серії (загалом) | № серії (в сезоні) | Назва серії                                                                                    | Режисер(и)                   | Сценарист(и)                                 | Оригінальна дата показу | Код серії | Глядачів в США (млн) |
| --- | ------------------ | ---------------------------------------------------------------------------------------------- | ---------------------------- | -------------------------------------------- | ----------------------- | --------- | -------------------- |
| 204 | 1                  | «Lard of the Dance» «Жир і танці»                                                              | Домінік Полчіно              | Джейн О’Браєн                                | 23 серпня 1998          | 5F20      | 7.00                 |
| Ліса призначена для ознайомлення нової учениці в Спрінґфілдської початкової школи Алекс, яка поводиться старше свого віку. Тим часом Гомер з Бартом відкривають новий спосіб заробляння грошей — на жирі… Запрошені зірки: Ліза Кудров в ролі Алекс |                    |                                                                                                |                              |                                              |                         |           |                      |
| 205 | 2                  | «The Wizard of Evergreen Terrace» «Чарівник Еверґрін Террас»                                   | Марк Кіркланд                | Джон Шварцвельдер                            | 20 вересня 1998         | 5F21      | 7.95                 |
| Гомер раптом усвідомлює, що прожив більшу частину життя, не зробивши нічого суттєвого, і вирішує круто це змінити. У приклад собі він ставить винахідника Томаса Едісона і намагається створити хоч щось, здатне принести йому таку ж славу і успіх. Запрошені зірки: Вільям Деніелс в ролі автомобіля «К. І.Т. Т.» із серіалу «Нічний лицар» (англ. «Knight Rider») |                    |                                                                                                |                              |                                              |                         |           |                      |
| 206 | 3                  | «Bart the Mother» «Барт — мати»                                                                | Стівен Дін Мур               | Девід Коен                                   | 27 вересня 1998         | 5F22      | 7.35                 |
| Барт випадково вбиває сойку, що висиджувала яйця. Усвідомивши, наскільки жахливий його вчинок, він хоче спокутувати свою провину і бере на себе турботу над ще ненародженими пташенятами. Однак, те, що з’являється на світ не дуже схоже на пташенят… Запрошені зірки: Філ Хартман в ролі Троя МакКлура |                    |                                                                                                |                              |                                              |                         |           |                      |
| 207 | 4                  | «Treehouse of Horror IX» «Сімпсони і Гелоуїн IX»                                               | Стівен Дін Мур               | Донік Кері, Ларрі Дойл і Девід Коен          | 25 жовтня 1998          | AABF01    | 8.50                 |
| «Hell Toupée» (укр. «Пекельна перука») — Гомеру трансплантують волосся від Гадюки, котрого засудили до смерті після чергового порушення закону. Дух Гадюки володіє Гомером через волосся, змушуючи того вбивати людей, які стали свідками останнього злочину Гадюки, у тому числі Барта. «The Terror of Tiny Toon» (укр. «Жах у маленькому мультику») — Ліса і Барт потрапляють у телевізор, у моторошне «Шоу Чуха і Сверблячки»… «Starship Poopers» (укр. «Космічний десант») — Мардж, Гомер і Канг опиняються на шоу Джеррі Спрінгера після того, як Мардж зізнається Гомерові, що насправді Меґґі — іншопланетянин, і Канг — її справжній батько… Запрошені зірки: Роберт Інглунд в ролі вбивці Фредді Крюгера; Реджис Філбін, Кеті Лі Гіффорд, Ед МакМейон і Джеррі Спрінгер в ролі самих себе Примітка: Це перша серія, створена без використання кіноплівки — ескізи, створені вручну, скановані на комп'ютер і там розфарбовані |                    |                                                                                                |                              |                                              |                         |           |                      |
| 208 | 5                  | «When You Dish Upon a Star» «Коли ти підносишся до зірок»                                      | Піт Майклз                   | Річард Аппель                                | 8 листопада 1998        | 5F19      | 9.00                 |
| Гомер випадково виявляє, що у Спрінґфілді таємно оселилися знаменитості. Він стає їхнім помічником, оскільки вони не бажають показуватись на очі публіці… Запрошені зірки: Алек Болдвін, Кім Бейсінгер, Рон Говард і Брайян Ґрейзер в ролі самих себе |                    |                                                                                                |                              |                                              |                         |           |                      |
| 209 | 6                  | «D’oh-in in the Wind» «У провалі вітру»                                                        | Метью Настюк і Марк Кіркланд | Донік Кері                                   | 15 листопада 1998       | AABF02    | 8.30                 |
| Гомер намагається визначити, яке його друге ім’я. У процесі він зустрічається з двома старими партнерами своєї матері. У 60-х роках вони були радикалами, які зароджували культ хіпі. Гомер вирішує також таким стати… Запрошені зірки: Джордж Карлін в ролі Хрума, Мартін Малл в ролі Сета |                    |                                                                                                |                              |                                              |                         |           |                      |
| 210 | 7                  | «Lisa Gets an «A»» «Ліса отримує п’ятірку»                                                     | Боб Андерсон                 | Ієн Макстон-Ґрем                             | 22 листопада 1998       | AABF03    | 8.00                 |
| Ліса вперше не готова до контрольної. Щоб уникнути ганьби, вона списує правильні відповідь зі шпаргалки і отримує за роботу п’ять з трьома плюсами. Вчителі та батьки захоплені нею, однак дівчинку мучать докори сумління… Тим часом Гомер піклується про дитинча омара. |                    |                                                                                                |                              |                                              |                         |           |                      |
| 211 | 8                  | «Homer Simpson in: «Kidney Trouble»» «Гомер Сімпсон фільмі у фільмі «Проблема з ниркою»»       | Майк Андерсон                | Джон Шварцвельдер                            | 6 грудня 1998           | AABF04    | 7.20                 |
| Через ігнорування Гомера, у дідуся Сімпсона вибухають нирки. Коли Гомер намагається запропонувати донорську нирку, його швидко охоплює переляк. |                    |                                                                                                |                              |                                              |                         |           |                      |
| 212 | 9                  | «Mayored to the Mob» «Охоронець мера»                                                          | Свінтон Скотт III            | Рон Хауг                                     | 20 грудня 1998          | AABF05    | 8.50                 |
| Гомер стає особистим охоронцем мера Квімбі. За службовим обов’язком він стикається з тіньовою стороною роботи міського голови Спрінґфілда. Одного разу, дізнавшись про брудну угоду між мером і мафією, він змушує свого боса відмовитися від неї, тим самим ставлячи життя Квімбі під загрозу. Запрошені зірки: Джо Мантенья в ролі Жирного Тоні, Дік Туфельд в ролі робота B-9, Марк Гемілл в ролі самого себе |                    |                                                                                                |                              |                                              |                         |           |                      |
| 213 | 10                 | «Viva Ned Flanders» «Хай живе Нед Фландерс!»                                                   | Ніл Аффлек                   | Девід Стерн                                  | 10 січня 1999           | AABF06    | 11.50                |
| Несподівано для себе, Нед Фландерс усвідомлює, що його життя — нудне, нецікаве і передбачуване. Він вирішує це змінити і звертається за порадою до Гомера. Разом вони відправляються до Лас-Вегасу… Запрошені зірки: The Moody Blues в ролі самих себе |                    |                                                                                                |                              |                                              |                         |           |                      |
| 214 | 11                 | «Wild Barts Can’t Be Broken» «Дикий Барт ніколи не здається»                                   | Марк Ервін                   | Ларрі Дойл                                   | 17 січня 1999           | AABF07    | 8.80                 |
| Гомер з друзями напідпитку трощать школу. Всю вину за це вони перекладають на дітей. Після цього в місті оголошено комендантську годину. Дітям забороняється з’являтися на вулиці після настання темряви. Однак, дітлахи не збираються миритися з цією ситуацією… Запрошені зірки: Сінді Лопер в ролі самої себе, Франклін Делано Рузвельт в ролі самого себе (архівні записи) |                    |                                                                                                |                              |                                              |                         |           |                      |
| 215 | 12                 | «Sunday, Cruddy Sunday» «Неділя, груба неділя»                                                 | Стівен Дін Мур               | Том Мартін, Джордж Мейер Браян і Майк Скаллі | 31 січня 1999           | AABF08    | 11.50                |
| Гомер, познайомившись з туристичним агентом, організовує автобусну екскурсію на фінал Супербоулу. Вже на місці виявляється, що всі квитки на стадіон – фальшиві. Проте Гомер з друзями не має наміру здаватися… Тим часом Ліса з Мардж шукають зниклу частину іграшкового яйця. Запрошені зірки: Фред Віллард в ролі Воллі Когена; Трой Айкман, Роуз-Г'єр, Джон Медден, Ден Маріно, Руперт Мердок, Доллі Партон і Піт Саммерл в ролі самих себе |                    |                                                                                                |                              |                                              |                         |           |                      |
| 216 | 13                 | «Homer to the Max» «Гомер — Макс»                                                              | Піт Майклз                   | Джон Шварцвельдер                            | 7 лютого 1999           | AABF09    | 8.30                 |
| Гомер змінює своє ім’я і прізвище на Макс Сила (англ. Max Power), щоб позбутися сміху та глуувань мешканців Спрінґфілда через те, що він – повний тезка незграбного героя телесеріалу… Запрошені зірки: Ед Беглі молодший в ролі самого себе |                    |                                                                                                |                              |                                              |                         |           |                      |
| 217 | 14                 | «I’m With Cupid» «Я з купідоном»                                                               | Боб Андерсон                 | Ден Гріні                                    | 14 лютого 1999          | AABF11    | 7.70                 |
| Після сварки з дружиною Апу, щоб загладити провину і показати їй свою любов, робить ряд чудових і неймовірно романтичних вчинків, свідками яких стають всі жителі Спрінґфілда. Це викликає захоплення і заздрість жіночої половини міста і створює проблеми для чоловічої. Запрошені зірки: Джен Хукс в ролі Манджули, Елтон Джон в ролі самого себе |                    |                                                                                                |                              |                                              |                         |           |                      |
| 218 | 15                 | «Marge Simpson in: «Screaming Yellow Honkers»» «Мардж Сімпсон у фильмі «Кричущі жовті сирени»» | Марк Кіркланд                | Девід Стерн                                  | 21 лютого 1999          | AABF10    | 8.60                 |
| Гомер пропонує Мардж новий позашляховик Canyonero після того, як дізнався, що він купив модель для жінок. Але одного разу на водійському сидінні Мардж стає дедалі більше п’яніє від динамізму автомобіля, що призводить до випадку загострення дорожньої люті. Запрошені зірки: Джон Касір в ролі опосума, Генк Вільямс молодший — виконавець пісні «Canyonero» |                    |                                                                                                |                              |                                              |                         |           |                      |
| 219 | 16                 | «Make Room for Lisa» «Звільнити місце для Ліси»                                                | Меттью Настюк                | Браян Скаллі                                 | 28 лютого 1999          | AABF12    | 7.60                 |
| У Ліси стрес, коли змушують тимчасово жити з Бартом в одній кімнаті, бо Гомер змушений здати її кімнати телефонній компанії. Тим часом у Мардж з’являється можливість прослуховувати телефонні розмови жителів Спрінґфілда. |                    |                                                                                                |                              |                                              |                         |           |                      |
| 220 | 17                 | «Maximum Homerdrive» «Максимальний Гомердрайв»                                                 | Свінтон Скотт III            | Джон Шварцвельдер                            | 28 березня 1999         | AABF13    | 15.50                |
| Гомер робить шляхетний вчинок, зголосившись замінити померлого далекобійника. Барт приєднується до батька. Тим часом у Мардж і Ліси неприємності через новий дверний дзвінок. |                    |                                                                                                |                              |                                              |                         |           |                      |
| 221 | 18                 | «Simpsons Bible Stories» «Біблійні історії Сімпсонів»                                          | Ненсі Круз                   | Тім Лонг, Ларрі Дойл і Метт Селман           | 4 квітня 1999           | AABF14    | 12.20                |
| Все сімейство Сімпсонів дружно засинає на недільній проповіді в церкві. Кожен з них бачить свій сон: - Мардж сниться, що вона і Гомер — Адам і Єва… - Лісі сниться, що вона та інші діти Спрінґфілдської початкової школи, як ізраїльтяни у Стародавньому Єгипті, з Мілгаусом у ролі Мойсея. - Уві сні Гомер уявляє себе царем Соломоном… - Барту сниться, що він — Давид, який перемагає Голіафа (Нельсона)… |                    |                                                                                                |                              |                                              |                         |           |                      |
| 222 | 19                 | «Mom and Pop Art» «Мама і поп-арт»                                                             | Стівен Дін Мур               | Ел Джін                                      | 11 квітня 1999          | AABF15    | 8.50                 |
| Безглузда випадковість приносить Гомеру славу концептуального художника. Але його стрімкий злет закінчується не менш стрімким падінням. Однак Гомер не має наміру здаватися, і продовжує творити… Запрошені зірки: Ізабелла Росселліні в ролі Астрід Веллер, Джаспер Джонс в ролі самого себе |                    |                                                                                                |                              |                                              |                         |           |                      |
| 223 | 20                 | «The Old Man and The «C» Student» «Старий і трієчник»                                          | Марк Кіркланд                | Джулі Такер                                  | 25 квітня 1999          | AABF16    | 6.90                 |
| Завдяки Лісі Спрінґфілд обирають столицею Олімпіади, але через Барта місто втрачає цей привілей. Винуватець жорстоко покараний — хулігана відправляють на громадські роботи у будинок престарілих… Запрошені зірки: Джек Лалейн в ролі самого себе |                    |                                                                                                |                              |                                              |                         |           |                      |
| 224 | 21                 | «Monty Can’t Buy Me Love» «Монті любов не можна купити»                                        | Марк Ервін                   | Джон Шварцвельдер                            | 2 травня 1999           | AABF17    | 7.26                 |
| Містер Бернс пристрасно бажає бути коханим і шанованим. За порадою він звертається до Гомера Сімпсона, якому, як йому здається, відомий рецепт популярності… Запрошені зірки: Майкл МакКейн в ролі Джеррі Грубіяна, радіо-діджея |                    |                                                                                                |                              |                                              |                         |           |                      |
| 225 | 22                 | «They Saved Lisa’s Brain» «Вони врятували мозок Лізи»                                          | Піт Майклз                   | Метт Селман                                  | 9 травня 1999           | AABF18    | 6.80                 |
| Ліса потрапляє в закритий клуб інтелектуалів, які згодом очолюють місто. Нова влада впевнена, що здатна змінити життя міста на краще… Запрошені зірки: Стівен Гокінг в ролі самого себе |                    |                                                                                                |                              |                                              |                         |           |                      |
| 226 | 23                 | «Thirty Minutes Over Tokyo» «Тридцять хвилин над Токіо»                                        | Джим Рірдон                  | Донік Кері та Ден Гріні                      | 16 травня 1999          | AABF20    | 8.00                 |
| На зекономлені кошти Сімпсони відправляються до Японії, де їм доводиться пережити дивовижні пригоди… Запрошені зірки: Джордж Такеї в ролі Вінка, ведучого телегри; Денісе Кумагай в ролі японської матері; Гедде Ватанабе в ролі японського батька й офіціанта; Карен Маруяма в ролі японської стюардеси; Кеон Юнг в ролі борця сумо Сакатумі і Риби, яку ріже Барт |                    |                                                                                                |                              |                                              |                         |           |                      |